# Stary cmentarz żydowski w Wyszogrodzie
Stary cmentarz żydowski w Wyszogrodzie – kirkut mieścił się przy ul. Kilińskiego. Powstał w XV lub XVI wieku. Położony był na stromej skarpie wiślanej, często podmywanej przez rzekę. W czasie okupacji Niemcy zdewastowali kirkut. Naziści użyli macew jako materiału brukarskiego. Po 1945 na terenie kirkutu wybudowano przetwórnię owoców.